# Elizabeth Berridge (romancière)
Pour les articles homonymes, voir Elizabeth Berridge et Berridge.
Elizabeth Berridge, est une femme de lettres britannique, née le 3 décembre 1919 et morte le 2 décembre 2009.

## Biographie
Sa première œuvre est The Story of Stanley Brent (1945), comparée par Edwin Muir à Un Cœur Simple (un des Trois contes) de Flaubert. Elle publia la même année The House of Defence.  Ses romans suivants sont Be Clean, Be Tidy, (1949), Upon Several Occasions (1953), Rose Under Glass (1961), Across the Common (1964), Sing Me Who You Are (1967), People at Play (1982) et Touch and Go (1995). Ces écrits qui donnent en apparence un tableau conservateur de la banlieue anglaise, recèlent beaucoup de subversion. Ils sont centrés sur la vie de famille, dans toutes ses vicissitudes.
Le talent d'Elizabeth Berridge se prêtait également parfaitement aux nouvelles, dont elle publia deux recueils, Selected Stories (1947) et Family Matters (1980). Elle publia également de nombreuses nouvelles dans The Cornhill, Winter's Tales, London Magazine ou New Writing. Ces textes démontrent à quel point l'auteur maîtrisait l'art de créer les minuscules explosions concentrées que les nouvelles, selon ses propres dires, doivent contenir.